# The Invisible Man
A The Invisible Man az ötödik dal a brit Queen rockegyüttes 1989-es The Miracle albumáról. Bár akkoriban már nem jelölték külön, melyik dalt ki szerezte, az évek elteltével a nyilatkozatokból kiderült, hogy alapvetően Roger Taylor dobos írta, H. G. Wells azonos című regényétől inspirálva.
A dalban vezető motívummá válik a kiemelkedő, pörgő basszusszólam, Brian May gitárja pedig csak a szólóknál kap szerepet. C dúrban íródott, és viszonylag gyors, percenként 120-as a ritmusa. Egy ideig úgy tervezték, hogy e dalról nevezik el az albumot is, de végül mégis a The Miracle-re esett a választás.
1989. augusztus 7-én kislemezen is megjelent, összesen hat különböző formátumban: kazettán, CD-n, és különböző színű hét és tizenkét hüvelykes bakelitlemezen. A Sounds nem volt elragadtatva tőle: „feltárja a Queen azon oldalát, amelyet a legkevésbé szeretek – funky és diszkó –, és Brian May szép gitárszólói sem mentik meg.” A Dallas Morning News „játékos rock-diszkó gyakorlatnak” nevezte. Daniel Nester szerint ilyen lett volna a Hot Space album, ha May többet gitározik benne. Az angol slágerlistán a tizenkettedik helyet érte el.
1989. július 26-án, Taylor negyvenedik születésnapján forgattak hozzá videóklipet a Pinewood Studiosban. A rendező az osztrák DoRo páros volt. A klipben egy fiatal gyerek a The Invisible Man videójátékkal játszik, ahol az együttes sziluettjeire kell lövöldöznie, és amint eltalál valakit, az megelevenedik a szobájában.
Butch Hartman, a Danny Phantom című rajzfilmsorozat ötletgazdája elmondta, hogy a dal basszusvonala ihlette a rajzfilm zenéjének bevezetőjét.

## Közreműködők
- Ének: Freddie Mercury, Roger Taylor
- Háttérvokál: Roger Taylor

Hangszerek:
- Roger Taylor: Ludwig dobfelszerelés
- John Deacon: Fender Precision Bass
- Brian May: Red Special
- Queen és David Richards: szintetizátor

## Kiadás és helyezések
| 7" kislemez (Parlophone QUEEN 12) 1. The Invisible Man – 4:17 2. Hijack My Heart – 4:11 12" kislemez (Parlophone 12 QUEEN 12) 1. The Invisible Man (extended) – 5:28 2. The Invisible Man – 4:17 3. Hijack My Heart – 4:11 5" CD (Parlophone CD QUEEN 12) 1. The Invisible Man (extended) – 5:28 2. Hijack My Heart – 4:11 3. The Invisible Man – 4:17 | \| Év \| Lista \| Helyezés \| \| ---- \| ----------------------- \| -------- \| \| 1989 \| Brit kislemezlista[8] \| 12 \| \| 1989 \| Belgium Ultratop[9] \| 13 \| \| 1989 \| Hollandia MegaCharts[9] \| 6 \| \| 1989 \| Ír slágerlista[10] \| 10 \| \| 1989 \| Német slágerlista[9] \| 31 \| \| 1989 \| Svájci slágerlista[9] \| 12 \| |          |
| Év | Lista | Helyezés |
| 1989 | Brit kislemezlista | 12       |
| 1989 | Belgium Ultratop | 13       |
| 1989 | Hollandia MegaCharts | 6        |
| 1989 | Ír slágerlista | 10       |
| 1989 | Német slágerlista | 31       |
| 1989 | Svájci slágerlista | 12       |

## Külső hivatkozások
- Dalszöveg
- The Invisible Man videóklip. YouTube
- Slágerlistás helyezései. ukmix.org (angolul)